# Gerhard Herzberg
Gerhard Heinrich Friedrich Otto Julius Herzberg (Hamburg, Németország,  1904. december 25. – Ottawa, Kanada, 1999. március 3.) német-kanadai Nobel-díjas kémikus és fizikus. A díjat 1971-ben kapta meg az elektronok szerkezetének és a molekulák geometriájának kutatásáért. Fő kutatásai területe a két- és több atomos molekulák szerkezetének vizsgálata, melyet az atomos és molekuláris spektroszkópia (színképelemzés) technikájával végzett.
1973 és 1980 között az ottawai Carleton Egyetem rektora.

## Fiatalkora
Kezdetben csillagászattal akart foglalkozni, azonban a Hamburgi Obszervatóriumba beadott jelentkezését visszautasították, anyagi okokra hivatkozva. Középiskolai tanulmányai befejezését követően a Darmstadti Műszaki Egyetemen tanult ösztöndíjasként, ahol Henri Rau vezetésével 1928-ban doktori címet szerzett.
1935-ben került ki Kanadába, a Saskatchewani Egyetemre vendégprofesszorként, majd 1936-tól 1945-ig a fizika professzoraként dolgozott – időközben felvették a kanadai Royal Society tagjainak sorába. A második világháború alatt Chicagóban kutatott.

## Fordítás
- Ez a szócikk részben vagy egészben  a   Gerhard Herzberg című angol Wikipédia-szócikk ezen változatának fordításán alapul.  Az eredeti cikk szerkesztőit annak laptörténete sorolja fel. Ez a jelzés csupán a megfogalmazás eredetét és a szerzői jogokat jelzi, nem szolgál a cikkben szereplő információk forrásmegjelöléseként.